# 롯데하이마트
롯데하이마트(Lotte Hi-Mart)는 대한민국의 전자제품 전문 유통 회사이다.

## 역사
- 1987년 1월 1일에 설립하였다.
- 1989년 1월 1일 하이마트 1호 용산점 개점을 시작하여
- 1990년 2월 1일 'HI-MART'. '하이마트' 상표권 출원
- 1990년 10월 1일 일본전자 유통회사인 Joshin(上新電機)과 기술제휴.
- 2007년 12월 9일 유진그룹이 홍콩에서 'KoreaCE Holdings(Netherlands)B.V.'와 하이마트를 인수하는 지분양수도 계약을 맺음으로써 하이마트를 인수하였다.[1] 하이마트는 유진그룹의 매출액 70%를 차지할 정도였다.
- 2012년 2월 1일 레미콘사업의 불황으로 인하여 하이마트를 매각하기로 결정하였다.[2]
- 2012년 7월 6일 롯데쇼핑이 인수하였다.[3][4][5]

## 지점
2021년 3월 1일부터 대한민국 전역에 약 490개의 점포를 운영 중이며, 종업원 수가 약 4,600여명에 이른이다.
1989년 새해에 들어서 용산점을 개업하였으나, 1990년대 후반부터 컴퓨터와 모바일 보급과 함께 빠르게 확산되었으며, 직영매장 수가 크게 늘어났다.
| 지역           | 지점 |
| 서울특별시     | 가락, 가양, 개봉, 건대스타시티롯데백화점, 건대입구, 공릉, 교대역, 구로롯데마트, 구로, 금천, 길동, 김포공항롯데마트, 난곡, 대방, 대치(메가스토어), 독산, 둔촌, 면목, 목동, 미아롯데백화점, 미아사거리, 미아, 발산(메가스토어), 봉천, 불광, 사당, 삼선교, 삼양롯데마트, 상계, 상도, 상봉, 상암월드컵, 서강, 서울역롯데마트, 석관, 석촌역, 성내, 송파롯데마트, 수유, 신길, 신림, 신정네거리, 쌍문, 아차산역, 압구정(메가스토어), 양재AT센터전시장, 양재, 양재하나로, 양평롯데마트, 영등포구청역, 오목교, 용두, 용산, 월드타워(메가스토어), 은평롯데몰, 은평, 이수롭스, 잠실(메가스토어), 장한평, 종암, 중계롯데마트, 중계, 창동, 창동하나로, 청구, 청량리롯데마트, 청량리롯데백화점, 홍대입구 |
| 부산광역시     | 가야, 거제, 광복롯데몰, 과정, 구포, 금사, 금정롯데마트, 기장, 남천, 다대, 대연, 덕천, 동래롯데마트(메가스토어), 동부산롯데마트, 벡스코전시장, 부곡, 부산교대역, 부산롯데마트, 부산충무, 사상롯데마트, 사상, 사하롯데마트, 서면, 센텀, 수영, 연산, 영도, 장림, 정관, 초량, 하단 |
| 대구광역시     | 율하롯데마트, 들안길네거리, 만촌, 범어네거리, 북현, 성서, 송현, 시지, 신암, 신월성, 영대병원네거리, 월배(메가스토어), 율하, 죽전, 칠곡, 칠성롯데마트, 침산, 태전, 평리, 현풍, 화원 |
| 인천광역시     | 간석, 강화, 검단롯데마트, 검단, 계산, 계양롯데마트, 구월, 논현신도시, 도화, 동인천, 만수(메가스토어), 부평롯데마트, 부평역롯데마트, 부평, 산곡, 삼산롯데마트, 서구청, 석남, 송도롯데마트, 송도컨벤시아, 연수롯데마트, 연수, 영종도롯데마트, 인천교, 인천삼산, 작전, 주안, 청하롯데마트 |
| 광주광역시     | 광산, 광주롯데백화점, 광주블랙메가쇼, 광주송정, 광천, 동광주, 봉선, 산수, 상무롯데마트, 상무, 수완롯데마트, 수완, 신가, 용봉, 월드컵롯데마트, 주월, 진월, 첨단롯데마트, 첨단 |
| 대전광역시     | 관저, 노은롯데마트, 대덕롯데마트, 대전시청, 대전터미널, 둔산, 서대전롯데마트, 세이, 용전, 유성온천, 유성, 유천, 정림, 중촌, 테크노밸리, 판암 |
| 울산광역시     | 동구일산, 범서, 복산, 삼산, 신정, 언양, 울산대, 울산롯데마트, 울산(메가스토어), 진장롯데마트, 호계, 효문 |
| 세종특별자치시 | 세종, 조치원, 세종시청 |
| 경기도         | 고양시 : 고양롯데마트, 고양롯데아울렛, 삼송, 원당, 행신, 화정롯데마트, 화정, 고양터미널롯데아울렛, 백석, 중산, 고양하나로, 주엽롯데마트, 킨텍스전시장, 탄현 / 광명시 : 광명롯데아울렛, 소하, 철산 / 광주시 : 경기광주역, 광주 / 구리시 : 구리롯데마트, 구리역, 구리 / 군포시 : 당동, 산본 / 김포시 : 김포롯데마트, 김포한강롯데마트, 북변, 풍무 / 남양주시 : 다산, 덕소롯데마트, 마석롯데마트, 마석, 별내, 진접, 평내 / 동두천시 : 동두천롯데마트, 동두천 / 부천시 : 부천, 소사, 역곡, 오정, 중동, 상동세이브존 / 성남시 : 분당롯데백화점, 분당서현, 서현롯데마트, 오리, 정자, 판교롯데마트, 성남세이브존, 수진, 신흥, 모란, 성남시청 / 수원시 : 권선롯데마트, 서수원, 수원롯데몰, 수원롯데백화점, 수원본점(메가스토어), 광교롯데마트, 광교아울렛, 광교, 영통롯데마트, 영통, 북수원, 정자사거리, 친천롯데마트, 동수원 / 시흥시 : 시화공단, 시화롯데마트, 시흥롯데마트, 시흥배곧롯데마트, 신천, 정왕역 / 안산시 : 선부(메가스토어), 신도시고잔, 연산롯데백화점, 안산선부롯데마트 / 안양시 : 안양대교, 안양, 비산사거리, 비산, 인덕원, 평촌롯데백화점, 평촌 / 양주시 : 양주롯데마트, 양주 / 양평군 : 양평 / 여주시 : 여주 / 오산시 : 오산롯데마트, 오산세교, 오산 / 용인시 : 용인구성(메가스토어), 수지롯데마트, 신갈, 수지롯데몰, 수지, 김량장, 용인 / 의왕시 : 의왕롯데마트, 의왕 / 의정부시 : 금오, 민락, 의정부롯데마트, 의정부, 장암, 회룡 / 이천시 : 이천롯데아울렛, 이천, 증포 / 파주시 : 금촌, 문산, 운정 / 평택시 : 세교, 송탄, 안중, 평택롯데마트, 평택 / 포천시 : 송우, 포천 / 하남시 : 하남 / 화성시 : 동탄, 발안, 병점, 봉담 |
| 강원특별자치도 | 강릉시 : 교동, 송정 / 동해시 : 동해 / 삼척시 : 삼척 / 속초시 : 속초 / 원주시 : 단계(메가스토어), 단구(메가스토어), 원주롯데마트 / 춘천시 : 남춘천, 석사롯데마트, 춘천롯데마트, 춘천옴니스토어 / 태백시 : 태백 / 홍천군 : 홍천 |
| 충청북도       | 청주시 : 사창, 상당롯데마트, 서청주롯데마트, 성안, 청주롯데마트, 청주하나로 / 충주시 : 충주롯데마트, 충주연수, 탄금 / 증평군 : 증평 / 진천군 : 진천 |
| 충청남도       | 천안시 : 두정, 성정롯데마트, 신방, 쌍용대로, 쌍용 / 아산시 : 방축, 아산, 아산터미널롯데마트, 천안아산롯데마트 / 공주시 : 공주 / 논산시 : 논산 / 당진시 : 당진, 당진롯데마트 / 보령시 : 보령 / 부여군 : 부여 / 서산시 : 서산, 서산롯데마트 / 예산군 : 예산 / 태안군 : 태안 / 홍성군 : 홍성롯데마트, 홍성 |
| 전북특별자치도 | 전주시 : 송천, 인후, 전주송천롯데마트, 서곡, 전주롯데마트, 중화산, 효자, 효천 / 정읍시 : 정읍, 정읍롯데마트 / 익산시 : 모현, 부송, 영등, 익산롯데마트, 인화 / 군산시 : 경암, 군산롯데마트 / 김제시 : 김제 / 남원시 : 남원롯데마트, 남원 / 부안군 : 부안 |
| 전라남도       | 목포시 : 2호광장, 목포롯데마트, 목포, 하당 / 광양시 : 광양LF스퀘어, 광양, 동광양 / 나주시 : 나주 / 여수시 : 여수롯데마트, 여수, 여천롯데마트, 여천 / 무안군 : 남악롯데마트 / 순천시 : 연향, 조례 / 화순군 : 화순 |
| 경상북도       | 포항시 : 대잠, 오광장, 오천, 장량 / 경산시 : 경산, 하양 / 경주시 : 노서, 황성 / 구미시 : 광평, 구미롯데마트, 옥계, 인동, 지산 / 김천시 : 김천, 김천롯데마트 / 문경시 : 문경 / 상주시 : 상주 / 안동시 : 안동신시장, 안동옥동 / 영주시 : 영주서천, 영주역 / 영천시 : 영천 / 칠곡군 : 왜관 |
| 경상남도       | 거제시 : 거제롯데마트, 고현, 옥포 / 창원시 : 마산롯데마트, 합포, 마산역,마산(메가스토어), 상남, 창원롯데마트, 도계, 명곡로터리, 시티세븐롯데마트, 용원하나로, 진해롯데마트, 진해 / 김해시 : 김해내동, 김해롯데마트, 동김해, 장유롯데마트, 장유 / 진주시 : 도동, 서진주탑마트, 진주성 / 밀양시 : 밀양 / 사천시 : 사천, 삼천포 / 양산시 : 덕계, 양산, 웅상롯데마트, 증산역 / 통영시 : 통영롯데마트, 통영 |
| 제주특별자치도 | 삼화, 서귀포, 신제주(메가스토어), 일도, 제주롯데마트, 제주 |

## 주요 브랜드
- LG전자
- 삼성전자
- 위니아전자
- 신일전자
- 하이얼
- 쿠쿠
- 경동나비엔
- 하츠
- 린나이코리아
- 테팔
- 필립스
- 파나소닉
- 휴롬
- 쿠첸
- 위니아
- 일렉트로룩스
- 소니
- 애플(메가스토어)

## 사진

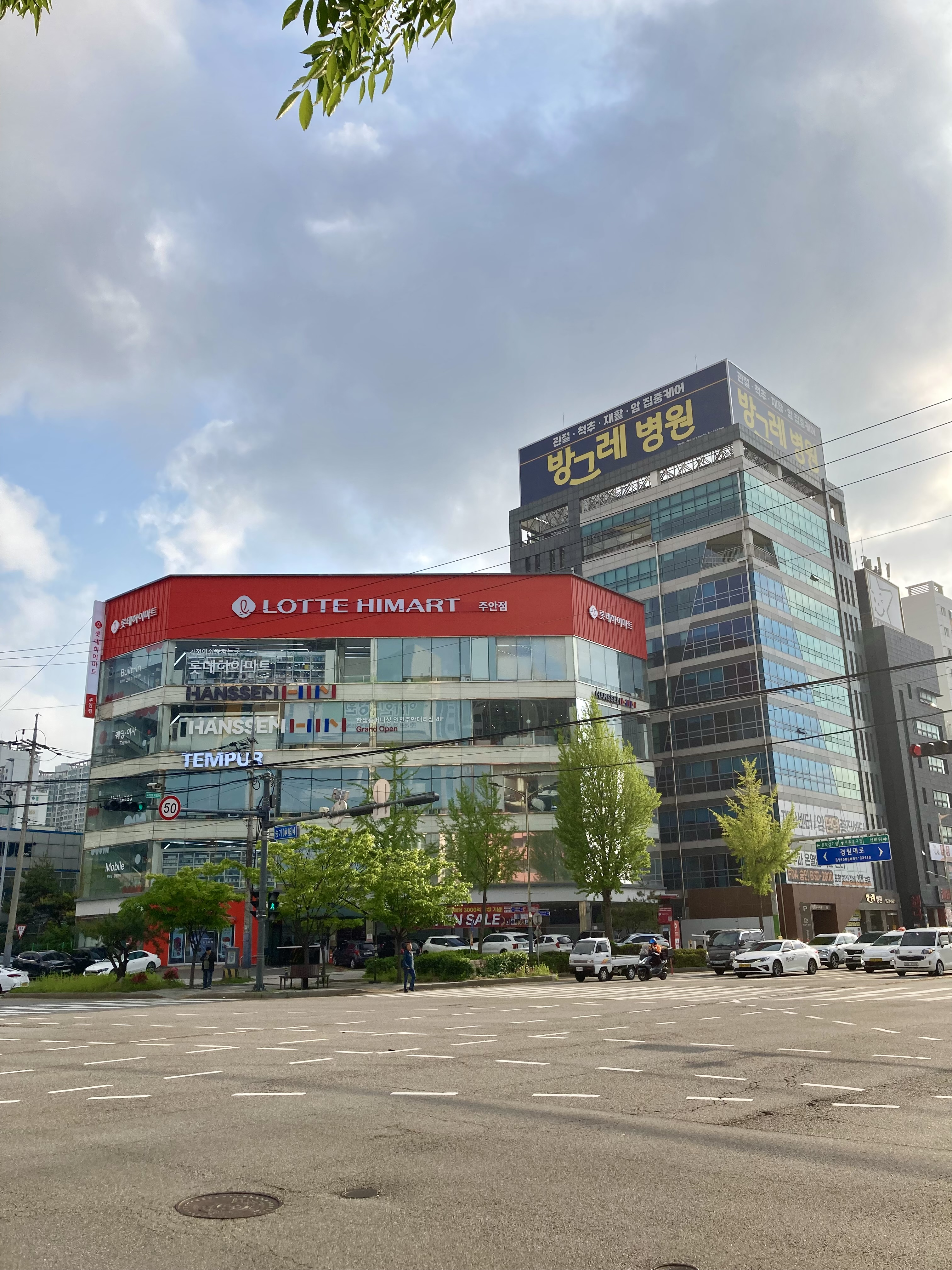
롯데하이마트 인천주안점
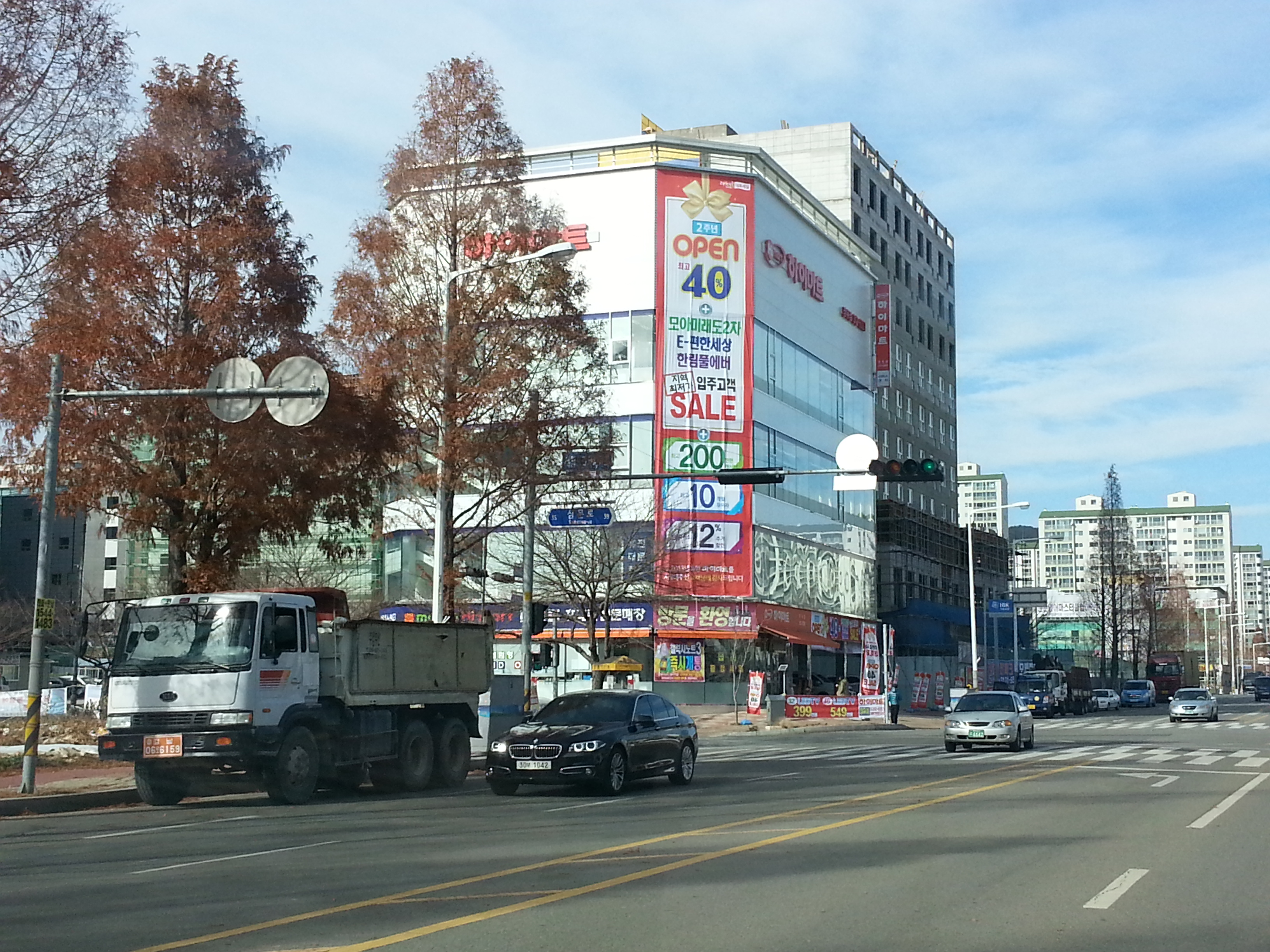
롯데하이마트 장유점

## 같이 보기
- 전자랜드
- 전자 상업
- 쇼핑몰